# Tsvelevia
Tsvelevia és un gènere monotípic de plantes de la família de les poàcies. És originari de Nova Zelanda.
El gènere va ser descrit per E. Alekseev. L'espècie tipus és: Tsvelevia kerguelensis E. Alekseev (1986).